# Роменская епархия
Ро́менская и Буры́нская епа́рхия — епархия Украинской православной церкви (Московского патриархата), объединяет приходы и монастыри на территории Бурынского, Липовидолинского, Недригайловского, Роменского районов Сумской области.

## История
В 1927—1931 годы существовало Роменское викариатство Полтавской епархии.
Епархия была образована решением Священного синода Украинской православной церкви 25 сентября 2013 года путём выделения из состава Конотопской и Сумской епархий.

## Епископы
Роменское викариатство Полтавской епархии
- май 1928—1931 — Николай (Пирский)

Роменская епархия
- 25 сентября 2013 — 23 ноября 2022 — Иосиф (Масленников)
- 17 октября 2022 — 23 ноября 2022 — Роман (Кимович), митрополит Конотопский и Глуховский, в.у.
- с 23 ноября 2022 — Тихон (Софийчук)